# うひ山ぶみ
『うひ山ぶみ』（ういやまぶみ・初山踏、宇比山踏）は、本居宣長による国学の入門書。宣長が門人の懇願に応じて執筆した。

## 概要

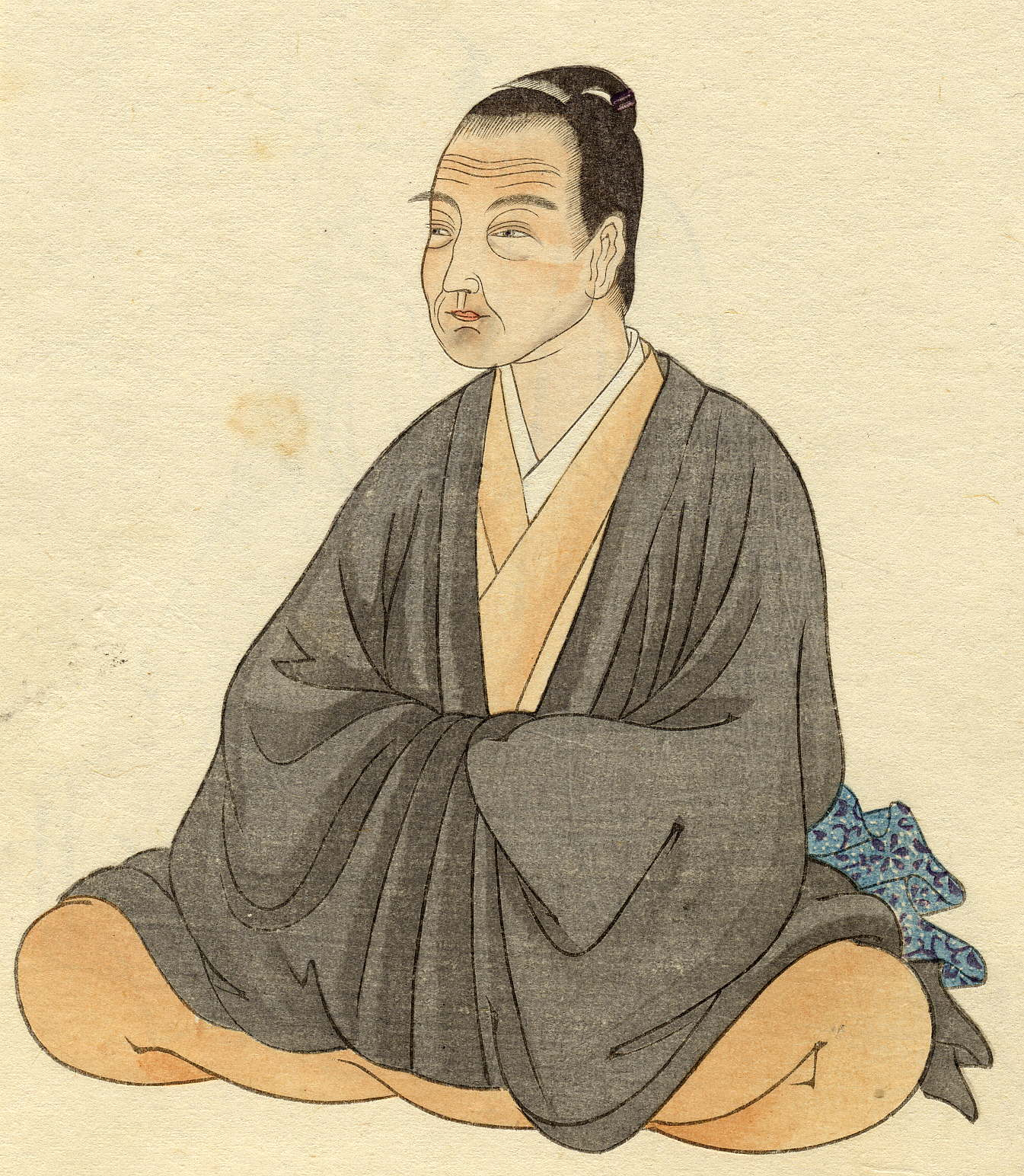
本書は晩年の宣長が初学の門人に対する入門書として著したもので、自らの体験に基づいて語られる言葉には重みがある。

『古事記伝』完成後の寛政10年（1798年）に著され、翌年の寛政11年（1799年）に刊行された。最初の書名は「濃染の初入」であったが、再稿本で現在の書名になった。外題は「宇比山踏」とし、内題は「うひ山ふみ」としているが、巻末の和歌に「うひ山ぶみ」とある。稿本は全て本居宣長記念館に備わる。
「言と事と心とは、その様、相かなえるもの」と述べ、言語を単に伝達のための手段と見ず、言語表現そのものが人間の事実であること、言語研究は人間の心と行為、人間そのものを研究することであると明らかにした書と評される。

## 内容
論の大要を総括的に述べ、それに（イ）～（ヤ）の印を付して細かく述べる形を取る。人類全てが「まことの道」を学ぶ必要があり、「まことの道」の正体を日本にのみ伝わる「天照大神の道」であると説いた上で、「神道・有職・国史・和歌などの学問の道がそれを知るために必要である」とする。その一方で「学問は持続させることが大切で、学び方はそれ程重要ではない」とした上で、学習に必要な文献と読解・注釈の方法を解説するなど、古典研究に必要なものについて論じている。

## 注解刊行本
- 村岡典嗣校訂『うひ山ふみ；鈴屋答問録』岩波文庫、1934年
- 宗政五十緒・小椋嶺一編『宇比山踏：影印・解説』竜谷大学国文学会出版部、1967年
- 大野晋・大久保正編『本居宣長全集1』筑摩書房、1968年
- 吉川幸次郎ほか校注『〈日本思想大系40〉本居宣長』岩波書店、1978年
- 神道大系編纂会『神道大系 論説編25：復古神道』（梅澤伊勢三・高橋美由紀校注）1982年
- 白石良夫『本居宣長「うひ山ぶみ」全読解：虚学のすすめ』右文書院、2003年
  - 白石良夫『本居宣長「うひ山ぶみ」全訳注』講談社学術文庫、2009年

### 現代語訳
- 杉浦明平ほか訳『〈日本の古典21〉新井白石・本居宣長』河出書房新社、1972年
- 石川淳訳「宇比山踏」『〈日本の名著21〉本居宣長』（石川淳責任編集）中公バックス、1984年
- 山口志義夫訳『〈「現代語訳」本居宣長選集3〉うい山ぶみ：皇朝学入門』多摩通信社、2010年
- 濱田浩一郎訳『〈いつか読んでみたかった日本の名著シリーズ16〉本居宣長『うひ山ぶみ』』致知出版社、2017年